# Renée Elise Goldsberry
Renée Elise Goldsberry (San José, 1971. január 2. –) Tony- és Grammy-díjas amerikai színésznő, énekesnő.
Legismertebb alakítása Wickie Roy a Girls5eva című sorozatban. A One Life to Live című sorozatban is szerepelt.

## Fiatalkora
1971. január 2-án született San Joséban, és Houstonban, valamint Detroitban nőtt fel. Betty Sanders munkapszichológus lánya, édesapja pedig autóipari vezető volt Michiganben. Van egy bátyja és két öccse. 8 éves korában, nyári táborban ismerkedett meg a színházzal. Édesanyja  beírta a houstoni HITS Színház táborába, amelyet Carolyn Franklin tanított.
Bloomfield Hillsben található Cranbrook Kingswood School elvégzése után a Carnegie Mellon Egyetemre járt, ahol 1993-ban színművészeti diplomát szerzett. Itt lett tagja a Delta Sigma Theta lányszövetségnek is a Theta Beta chapteren keresztül. Ezt követően a Dél-kaliforniai Egyetem Thornton School of Music-ján végzett, ahol jazz tanulmányokból szerzett zenei mesterdiplomát 1997-ben.

## Pályafutása
Első komolyabb szerepe a One Life to Live című sorozatban volt. 2017-ben szerepelt a Henrietta Lacks örök élete című filmben. 2018 és 2020 között a Valós halál című sorozatban volt főszereplő.

## Magánélete
2002-ben hozzáment Alexis Johnson New York-i ügyvédhez. 2009 májusában megszületett első közös gyermekük, Benjamin Johnson. 2014-ben férjével örökbe fogadtak egy második gyermeket, Briellet.

## Filmográfia

### Filmek
| Év   | Magyar cím                                      | Eredeti cím                            | Szerep                | Magyar hang  |
| ---- | ----------------------------------------------- | -------------------------------------- | --------------------- | ------------ |
| 2001 |                                                 | Palco & Hirsch                         | Jessica               |              |
| 2001 |                                                 | All About You                          | Nicole Taylor         |              |
| 2002 |                                                 | Turnaround                             | Rachel                |              |
| 2008 | Piszkos lappal                                  | Pistol Whipped                         | Drea Smalls           |              |
| 2009 |                                                 | Jump the Broom: A Musical              | Ayana                 |              |
| 2014 |                                                 | Every Secret Thing                     | Cynthia Barnes        |              |
| 2015 | Lánytesók                                       | Sisters                                | Kim                   |              |
| 2018 | A végzet órája                                  | The House with a Clock in Its Walls    | Selena Izard          | Bognár Anna  |
| 2019 | Hullámok                                        | Waves                                  | Catherine             | Kelemen Kata |
| 2020 | Hamilton                                        | Hamilton                               | Angelica Schuyler     |              |
| 2021 | Tick, Tick... Boom!                             | Tick, Tick... Boom!                    | "Sunday" Legend       |              |
| 2022 | Bármi lehetséges                                | Anything's Possible                    | Selene                |              |
| 2024 |                                                 | Albany Road                            | Celeste Simmons       |              |
| 2024 | Green család a nagyvárosban – A film: Űrvakáció | Big City Greens the Movie: Spacecation | Colleen Voyd (hangja) |              |

### Televíziós szerepek
| Év        | Magyar cím                                      | Eredeti cím                                     | Szerep                | Megjegyzések                                |
| --------- | ----------------------------------------------- | ----------------------------------------------- | --------------------- | ------------------------------------------- |
| 1997–2002 | Ally McBeal                                     | Ally McBeal                                     | énekes                | 43 epizód                                   |
| 1999      |                                                 | Ally                                            | énekes                | 3 epizód                                    |
| 2002      |                                                 | Providence                                      | Clare                 | 1 epizód                                    |
| 2002      | Talán egyszer                                   | Any Day Now                                     | Beverly Morris        | 1 epizód                                    |
| 2002      |                                                 | That '80s Show                                  | modell                | 1 epizód                                    |
| 2002      | Star Trek: Enterprise                           | Star Trek: Enterprise                           | Kelly                 | 1 epizód                                    |
| 2002      |                                                 | One on One                                      | Paulette              | 1 epizód                                    |
| 2003–2007 |                                                 | One Life to Live                                | Evangeline Williamson | 272 epizód                                  |
| 2008      |                                                 | The Return of Jezebel James                     | Paget Kaufman         | 2 epizód                                    |
| 2008      | Rent: Bohém élet – Utoljára a Broadwayn         | Rent: Filmed Live on Broadway                   | Mimi Marquez          | tévéfilm                                    |
| 2008      |                                                 | Life on Mars                                    | Denise Watkins        | 1 epizód                                    |
| 2010      | Luxusdoki                                       | Royal Pains                                     | Mrs. Phillips         | 1 epizód                                    |
| 2010      | A nagy svindli                                  | White Collar                                    | Ellen Samuel          | 1 epizód                                    |
| 2010–2016 | A férjem védelmében                             | The Good Wife                                   | Geneva Pine           | 23 epizód                                   |
| 2013      | Gyilkos hajsza                                  | The Following                                   | Olivia Warren         | 3 epizód                                    |
| 2013      |                                                 | Save Me                                         | Mary                  | 1 epizód                                    |
| 2013–2014 | Esküdt ellenségek: Különleges ügyosztály        | Law & Order: Special Victims Unit               | Martha Marron         | 3 epizód                                    |
| 2014      |                                                 | Masters of Sex                                  | Morgan Hogue          | 1 epizód                                    |
| 2015      | Younger                                         | Younger                                         | Courtney Ostin        | 1 epizód magyar hangja F. Nagy Eszter       |
| 2016      |                                                 | I Shudder                                       | Lucy Wainscott        | tévéfilm                                    |
| 2017      |                                                 | The Get Down                                    | Misty Holloway        | 1 epizód                                    |
| 2017      | Henrietta Lacks örök élete                      | The Immortal Life of Henrietta Lacks            | Henrietta Lacks       | tévéfilm                                    |
| 2018–2020 | Valós halál                                     | Altered Carbon                                  | Quellcrist Falconer   | főszereplő magyar hangja Pikali Gerda       |
| 2018–2019 | Az Oroszlán őrség                               | The Lion Guard                                  | Dhahabu (hang)        | 2 epizód magyar hangja Tóth Andi            |
| 2019      |                                                 | Documentary Now!                                | Dee Dee               | 1 epizód                                    |
| 2019–2021 |                                                 | Evil                                            | Renée Harris          | 2 epizód                                    |
| 2019–2021 | Halálos iramban – Kémfutam                      | Fast & Furious: Spy Racers                      | Ms. Sehol (hang)      | főszereplő magyar hangja Pap Katalin        |
| 2029      |                                                 | Zoey's Extraordinary Playlist                   | Ava Price             | 1 epizód                                    |
| 2029      | Sárkánylovasok: Mentőosztag: A Dalszárnyú titka | Dragons: Rescue Riders: Secrets of the Songwing | Melodia (hang)        | különkiadás                                 |
| 2021      | Kentaurföld                                     | Centaurworld                                    | Waterbaby (hang)      | 7 epizód                                    |
| 2021–     |                                                 | Girls5eva                                       | Wickie Roy            | főszereplő                                  |
| 2022      | Amazon: Ügyvéd                                  | She-Hulk: Attorney at Law                       | Mallory Book          | főszereplő magyar hangja Réti Adrienn       |
| 2022      | Heuréka!                                        | Eureka!                                         | Roxy (hang)           | főszereplő magyar hangja Kisfalvi Krisztina |